# Ritopek
Ritopek (en serbe cyrillique : Ритопек) est une localité de Serbie située dans la municipalité de Grocka et sur le territoire de la Ville de Belgrade. Au recensement de 2011, elle comptait 2 613 habitants. 

## Géographie

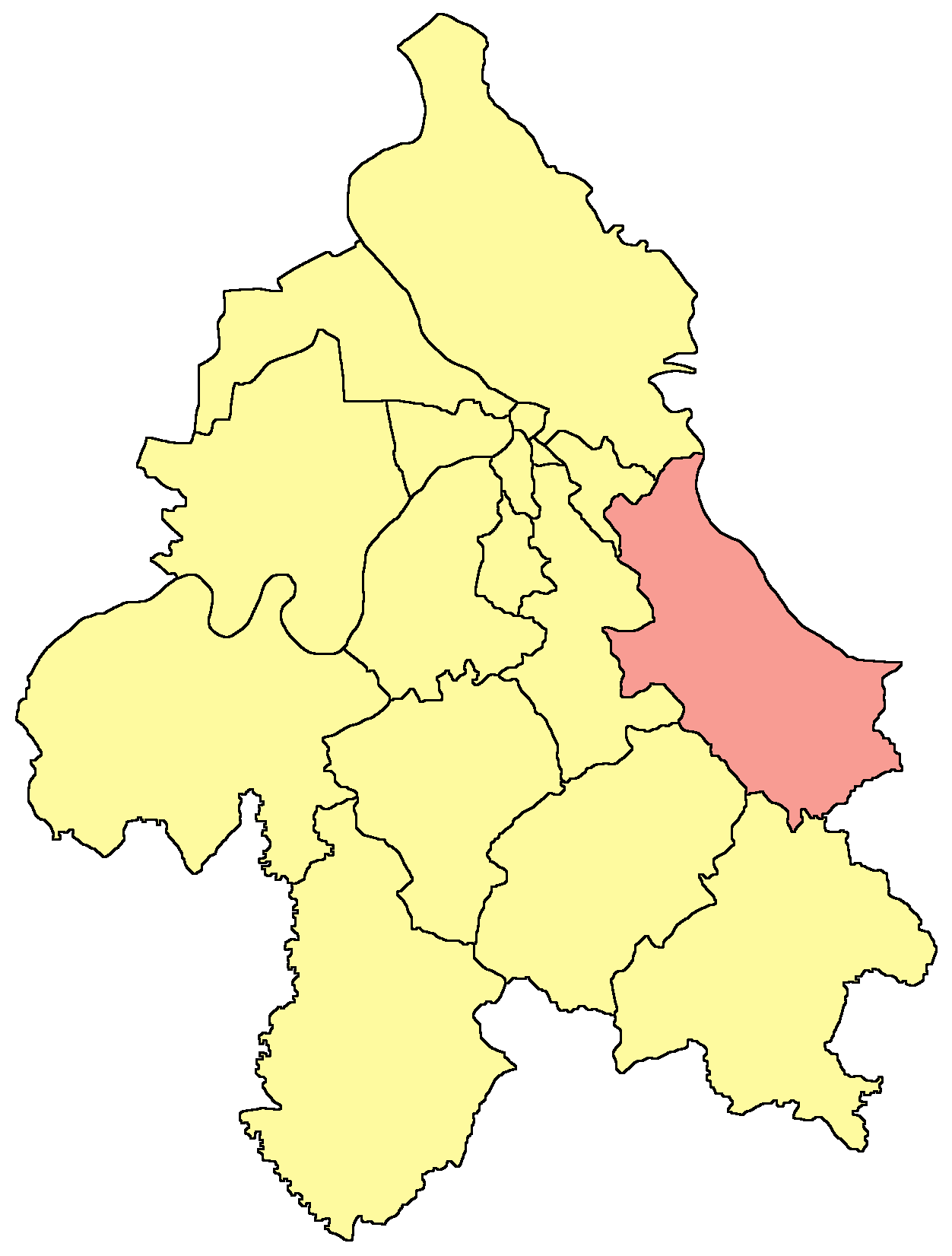
Localisation de la municipalité de Grocka dans la Ville de Belgrade

Ritopek, officiellement classé parmi les villages de Serbie, est situé à 20 kilomètres à l'est de Belgrade et à 19 kilomètres de Grocka, sur la rive droite du Danube. Le fleuve inonde le village régulièrement.
La localité forme une continuité avec Boleč et Vinča.

## Histoire
À l'époque romaine, Ritopek était connue sous le nom de Tricornium, « le camp à trois cornes », et devait son nom aux trois collines qui dominaient le secteur ; un pectoral datant de 258, avec des motifs appartenant à la Legio VII Claudia, a été retrouvé sur le territoire du village, ainsi que d'autres objets d'époque romaine, dont des pièces en argent échouées sur la rive du Danube au moment de la construction du barrage de Đerdap.
L'école de Ritopek, construite en 1838, fut l'une des premières de Serbie. L'église du village, achevée en 1868, est dédiée à la Sainte Trinité.

## Démographie

### Évolution historique de la population
| 1948  | 1953  | 1961  | 1971  | 1981  | 1991  | 2002  | 2011  |
| ----- | ----- | ----- | ----- | ----- | ----- | ----- | ----- |
| 1 892 | 1 980 | 1 956 | 1 886 | 2 002 | 2 163 | 2 284 | 2 613 |

|  |

### Données de 2002
Pyramide des âges (2002)
En 2002, l'âge moyen de la population était de 41,2 ans pour les hommes et 43,3 ans pour les femmes.
Répartition de la population par nationalités (2002)
En 2002, les Serbes représentaient 96,54 % de la population.

### Données de 2011
En 2011, l'âge moyen de la population était de 42,4 ans, 41,2 ans pour les hommes et 43,7 ans pour les femmes.

## Culture
Chaque année, à Ritopek, est organisée une manifestation portant le nom de Dani trešnje, « les jours de la cerise ».

## Économie
L'économie du village est principalement fondée sur l'agriculture et, particulièrement, sur la culture intensive des fruits (cerises, abricots et pommes).